# Flashpoint (serie de televisión)
Flashpoint es una serie de televisión canadiense de drama policial que debutó el 11 de julio de 2008 en la cadena canadiense CTV Television Network. En los Estados Unidos la serie se transmite en ION Television, y desde el 9 de marzo de 2009, la serie se emite en Quebec en francés a través de la cadena V (antes conocido como TQS). El programa fue creado por Mark Ellis y Stephanie Morgenstern y está protagonizado por Enrico Colantoni, Amy Jo Johnson, Hugh Dillon, David Paetkau y Sergio Di Zio.

Tras la cuarta temporada se presupuestó una quinta temporada en Canadá a partir del septiembre de 2012. El 1 de mayo de 2012, los productores anunciaron que la quinta temporada sería la última de la serie. El último episodio se emitió el 13 de diciembre de 2012.

## Argumento
Flash Point trata de una unidad ficticia táctica de élite, llamada Strategic Response Unit (SRU) (Unidad de Respuesta Estratégica "URE" en español) , dentro de la fuerza canadiense de la policía metropolitana. La SRU tiene la tarea de resolver las situaciones extremas que los policías regulares no son capaces de manejar, como los rehenes, las amenazas de bomba y los criminales armados. Equipada con herramientas de alta tecnología y un alijo de armas y explosivos, sus miembros tratan de utilizar tácticas de negociación y de intuición para tratar de evitar el uso de la fuerza.

## Reparto
Página principal: Personajes de Flashpoint

La mayoría de los personajes de FlashPoint son canadienses, como: Enrico Colantoni, David Paetkau, Hugh Dillon, Sergio Di Zio, Michael Cram, Mark Taylor y Ruth Marshall. Amy Jo Johnson es la única actriz estadounidense protagonista en el drama de fabricación canadiense que dijo que no tenía problemas de estar en Flashpoint a pesar de haber anunciado a la prensa que estaba embarazada de su primer hijo con su novio Oliver Giner durante la producción inicial de Flash Point.
Ruth Marshall dejó la serie después de la primera temporada y Mark Taylor al inicio de la tercera temporada después de que su personaje, Lou, muere. Durante el embarazo, Amy Jo Johnson, fue sustituida temporalmente por Jessica Steen que interpretó a Donna Sabine. La participación de Steen en la serie terminó en el sexto episodio de la segunda temporada cuando el personaje de Johnson regresó a tiempo completo. Taylor fue reemplazado por Olunike Adeliyi que interpreta a Leah Kerns como del segundo episodio de la Temporada 3.

## Producción
Flashpoint inició su existencia como parte de un proyecto de la CTV que los agentes a que presenten las secuencias de comandos a la red. El guion original (conocido anteriormente como Sniper e Incidente crítico) fue para una película de dos horas de televisión. CTV de interés en el proyecto llevado a Flashpoint siendo reescrito CTV como una serie regular que fue aprobada a mediados de diciembre de 2007.
El espectáculo no se vio afectado por la huelga de WGA 2007-08 porque las reglas de WGC permitir a cualquier miembros de la WGC que viven en Canadá, incluyendo a los escritores con WGA doble o pertenencia WGC, a escribir para las producciones canadienses. Los escritores que viven en los EE. UU. con WGA doble / WGC miembros estaban obligados a obtener una exención de la WGA, a fin de trabajar en las producciones de Canadá durante la huelga.
Aunque originalmente se desarrolló para el público canadiense, se anunció el 29 de enero de 2008 que la cadena estadounidense CBS ha comprado los derechos para emitir la serie en Estados Unidos, convirtiéndola en la primera serie de televisión de Canadá emitió en primer tiempo en un EE. UU. en la cadena de televisión "Due South", también de la CTV show salió al aire por la cadena CBS. Además, Flashpoint es la serie canadiense transmitida por primera vez por una red importante de EE. UU. emisión que se encuentra enteramente en Canadá ("Due South" se fijan fundamentalmente en Chicago, pero filmada en Toronto).
El 5 de marzo de 2008, la CBS anunció que Flashpoint se estrenó en esa red en julio de 2008. CTV anunció el 8 de mayo de 2008, que sería el programa de emisión simultánea en el inicio de Canadá el 11 de julio de 2008.
Flahpoint comenzó a filmar 13 episodios el 17 de abril de 2008. Está escrito y creado por Mark Ellis y Stephanie Morgenstern y la producción ejecutiva de varios Gemini ganador del Premio de Anne Marie La travesía para Pink Sky Entertainment y Bill Mustos de Avamar Entertainment en asociación con la cadena de televisión CTV y CBS Television Studios (antes CBS Paramount Network televisión).
El episodio piloto titulado "Scorpio" se basó en un hecho real que ocurrió en Toronto en 2004 en la que un secuestrador empuñando un arma de fuego fue baleado y muerto por un francotirador de la Fuerza de Tareas de Emergencia. Ellis y Morgenstern escribieron sus Guion del episodio Después de entrevistar a los miembros de la Fundación.
Director: David Frazee cuidadosamente muestra a la SRU como una unidad con el fin de mostrar su unidad durante todo el show. Productor Anne Marie de La Travesía, dijo que el programa se llevan a las personas a su punto "propio flash personales." David Paetkau, uno de los miembros del reparto regular de la serie, dijo Flashpoint "trata de captar el elemento humano involucrado en la vigilancia y se explica cómo algunos oficiales terminan con carga emocional y el sufrimiento que padecen enfermedades mentales como trastorno de estrés postraumático." de entrada y el asesoramiento de varios el personal de la ETF se utilizan en la fabricación de la serie.
El 25 de agosto de 2008, la CTV anunció que ha renovado la serie para una segunda temporada de 13 episodios para comenzar la producción en Toronto en 2009. Algunos meses más tarde, tanto la CTV y la CBS aumentó la renovación de 18 episodios. Según tvguide.com CBS anunció que volvería Flashpoint 9 de enero de 2009 a las 9 p. m. para empezar a mitad de temporada. En los Estados Unidos y Canadá, los otros cuatro episodios que fueron producidos originalmente para la temporada 1 emitió como parte de la temporada 2. CTV en Canadá originalmente considerado estos episodios como parte de la temporada 1, sin embargo, después de la emisión del cuarto episodio (que originalmente fue considerado el episodio final de la temporada 1), CTV cambiaron el etiquetado de estos cuatro episodios, igualando la CBS en los Estados Unidos por ser considerado parte de la temporada 2.
La CBS y la CTV, tanto terminó la temporada 2 el 25 de mayo de 2009 después de emitirse sólo los nueve primeros episodios producidos. El segundo nueve episodios, filmados entre mayo y agosto de 2009, se estrenó originalmente en Canadá por la CTV como la temporada 3. La CTV ha comenzado oficialmente para referirse a los episodios de la segunda mitad de la temporada 2 (y modificó su sitio web de Flash Point en consecuencia). Estos episodios han sido retenidos por la cadena CBS hasta el verano o el otoño de 2010.
Un nuevo grupo de 13 episodios, ahora conocido tanto por la CTV y las empresas de producción como "Temporada 3", fue encargado por la CTV y la CBS en octubre de 2009. El primero de estos episodios se comenzó a filmar el 13 de enero de 2010. Esto le dará a la CBS 22 episodios originales de difusión, mientras que la CTV tendrá 13.

## Música
El tema principal del programa fue escrito por Amin Bhatia y Ari Posner, con una duración de 30 segundos. Se ha reutilizado ocasionalmente como música de ambiente o drama.
Se han usado canciones de Hugh Dillon, Matthew Good y Amy Jo Johnson en la banda sonora de la serie. Alguna de las canciones usadas en el programa incluyen Weapon por Matthew Good, usado en las escenas finales del episodio Between Heartbeats. Se usó Dancing-In-between de Jo Johnson al final del episodio Attention Shoppers, además también se incluyó Lost at Sea de Dillon en el episodio Never Kissed a Girl.

## Listado de episodios
- Primera temporada

1. Scorpio
2. La primera de la lista
3. El elemento sorpresa
4. Pidiendo flores
5. ¿Quién es George?
6. Atención Centro Comercial
7. Él conoce a su hermano
8. Nunca besé a una chica
9. Alineación de Planetas
10. Águila Dos
11. Un día al revés
12. Lucha o vuelo
13. Entre latidos

- Segunda Temporada

1. La misma rutina de siempre
2. La fortaleza
3. Manos limpias
4. Pasillo 13
5. Familia Perfecta
6. Control remoto
7. Tormenta perfecta
8. Último baile
9. Heridas de salidas

- Tercera temporada

1. Un movimiento equivocado
2. Nunca te fallare
3. Sólo un hombre
4. Custodia
5. Entrando en tu vida
6. La granja
7. Crees que conoces a alguien
8. El buen ciudadano
9. Detrás de la fila azul
10. Amor incondicional
11. Lazos cortados
12. Siguiendo al líder
13. Cueste lo que cueste
14. El otro Lane
15. Saltando en las sombras
16. Riesgo aceptable
17. Daño colateral
18. Más fuerte que la sangre
19. Terror
20. Sin promesas
21. Haría cualquier cosa
22. Fallos humanos

- Cuarta temporada

1. Efectos personales
2. Buen policía
3. Corre, Jamie, corre
4. A través de un cristal oscuro
5. El mejor hombre
6. Un día en la vida
7. Onda expansiva
8. Bloqueado en tierra
9. La guerra interior
10. El coste de hacer negocios
11. Partida al límite
12. Una nueva vida
13. Una llamada a las armas
14. El partido del día
15. Azul sobre azul
16. Jugador de equipo
17. Prioridad de vida
18. Combustión lenta

- Quinta temporada (Última)

1. Paz rota
2. Ningún tipo de vida
3. Corre hacia mi
4. En los ojos
5. Hijos del Padre
6. Abajo de la superficie
7. Olvídese del olvido
8. Nosotros nos encargamos de su casa
9. Representantes de la ley
10. Un mundo propio
11. Apto para el servicio
12. Mantener la paz (Parte 1)
13. Mantener la paz (Parte 2)